# Tjärnsjön, Östergötland
Tjärnsjön är en sjö i Finspångs kommun i Östergötland och ingår i Nyköpingsåns huvudavrinningsområde.